# ونجا میلینکوویچ-ساویچ
ونجا میلینکوویچ-ساویچ (سیریلیک صربی: Вања Милинковић-Савић؛ زادهٔ ۲۰ فوریهٔ ۱۹۹۷) بازیکن فوتبال اهل صربستان است.
از باشگاه‌هایی که در آن بازی کرده‌است می‌توان به باشگاه فوتبال تورینو، باشگاه فوتبال لخیا گدانسک، باشگاه فوتبال استاندارد لیژ، باشگاه فوتبال وویوودینا، باشگاه فوتبال منچستر یونایتد، و باشگاه فوتبال اسپال اشاره کرد.
وی همچنین در تیم‌های ملی فوتبال Serbia national under-17 football team, Serbia national under-19 football team، زیر ۲۰ سال صربستان، زیر ۲۱ سال صربستان، و صربستان بازی کرده‌است.